# モディボ・ケイタ
モディボ・ケイタ（フランス語: Modibo Keïta, 1915年6月4日 - 1977年5月16日）は、マリ共和国の政治家。イスラム教徒。パン・アフリカ主義を唱えてマリ連邦首相となり、マリ連邦の崩壊後はマリ共和国初代国家元首・大統領となった。

## 生涯

### 前半生
1915年、フランス領スーダン（現在のマリ共和国）の首都バマコ近郊の村（バマコ・クラー）でマリ帝国を建国したスンジャタ・ケイタの血を引くと主張するケイタ家の家系に生まれ、ダカールにあるウィリアム・ポンティ校に入学し、1936年の卒業後は教師としてバマコやシカソ、トンブクトゥで勤務した。1944年、ケイタはフランス共産党系の共産主義研究グループに参加した。1946年、フランス第四共和政のもとでフランス領西アフリカに選挙権が認められると、コートジボワールのフェリックス・ウフェ＝ボワニを中心にアフリカ民主連合が結成され、ケイタはその支部としてスーダン連合を結党し、党首となった。

### マリ連邦
1950年代後半に入り、アフリカ各植民地の独立が現実的になってくると、ケイタはパン・アフリカ主義に基づきフランス領西アフリカ各植民地の連合を提唱し、分離独立を唱えるウフェボワニと対立し、セネガルのサンゴールと近づくようになった。
1959年1月、フランス領スーダン・セネガル・オートボルタ（現ブルキナファソ）・ダオメー（現ベナン）の4ヶ国の代表がダカールに集まって協議するも、スーダンとセネガルが統一国家を主張したのに対し、オートボルタとダオメーは独立国家の連合を主張し、会議は決裂。1960年6月にスーダンとセネガルは国名をかつてのマリ帝国にちなんでマリ連邦となり、サンゴールが国会議長、ケイタは首相に就任した。
しかし、親西側のサンゴールと、親東側のケイタで路線対立がすぐに表面化し、1960年8月20日にマリ連邦は解体。8月22日にスーダンはマリ共和国として単独独立し、ケイタは初代大統領に就任した。

### 独立後
独立後、ケイタはアフリカ諸国連合に加盟し、ソビエト連邦や中華人民共和国と関係強化し、アフリカ社会主義を唱え、伝統的な農村共同体を基盤とした近代社会を築こうとしたが、セネガルとの断交と貿易禁止による輸出ルートの途絶や行政の未成熟、無理な国有化による生産の停滞などによって経済は混乱し、計画は失敗した。セネガルとの断交は1963年に両国が国交を回復するまで続き、以後もマリとセネガルの貿易量は回復せず、セネガルのダカール港に貿易の80%近くを依存していたマリ経済は混乱を続けた。またスーダン連合による一党独裁により、国内でも不満が蓄積していった。
1968年11月19日、国軍のムーサ・トラオレ大尉がクーデターを起こし、ケイタ政権は崩壊した。ケイタは捕らえられ、サハラ砂漠の中にあるキダルの刑務所へと送られた。以後10年近くの獄中生活を送り、1977年5月16日に獄中にて死亡した。